# Christine Lagarde
Christine Madeleine Odette Lagarde (francosko: [kʁistin madlɛn ɔdɛt laɡaʁd]), francoska pravnica in političarka, * 1. januar 1956, Pariz.
Lagardova je trenutna predsednica Evropske centralne banke.

## Politična kariera
V Franciji je vodila več različnih ministrstev. Bila je ministrica za trgovino (2005–2007), ministrica za kmetijstvo (2007) in ministrica za finance (2007–2011). Julija leta 2011 je bila imenovana za direktorico Mednarodnega denarnega sklada. S 1. novembrom 2019 je postala predsednica Evropske centralne banke.